# Torneo de Honor
El Torneo de Honor fue un campeonato oficial de fútbol de primera división organizado por la Asociación Uruguaya de Fútbol.
El certamen se disputó de forma prácticamente ininterrumpida entre 1935 y 1967, exceptuando casos puntuales, alcanzando las 29 ediciones en total.

## Sistema de disputa
El Torneo de Honor fue una copa oficial que se disputó con distintos formatos. A nivel histórico, se diferencian dos modalidades. Las cinco primeras ediciones (1935, 1937, 1938, 1939 y 1940) se llevaron a cabo como un torneo independiente, siendo los primeros cuatro bajo el formato de rueda única, mientras que la copa de 1940 fue dividida en dos zonas.
Las ediciones restantes estaban constituidas por la suma de los puntos del Torneo Competencia y de la primera rueda de la Primera División Profesional de Uruguay, es decir que no era un torneo independiente (aunque en el año 1943 se debió disputar un desempate para decretar al campeón, ganando Nacional el único sexenio oficial, precisamente ante su tradicional rival).

## Campeones del Torneo de Honor

### Títulos por año
| Año  | Campeón              | Resultado  | Subcampeón  | Notas                                                  |
| ---- | -------------------- | ---------- | ----------- | ------------------------------------------------------ |
| 1935 | Nacional             | Liga       | Peñarol     | Primera edición del torneo. Campeón invicto.           |
| 1937 | Montevideo Wanderers | Liga       |             |                                                        |
| 1938 | Nacional             | Liga       | River Plate | Campeón invicto.                                       |
| 1939 | Nacional             | Liga       | Peñarol     | Campeón invicto.                                       |
| 1940 | Nacional             | Liga       | Peñarol     | Se dividen en dos series y clasifican a la fase final. |
| 1941 | Nacional             | Liga       | Peñarol     | Cambio de formato del torneo.                          |
| 1942 | Nacional             | Liga       | Peñarol     |                                                        |
| 1943 | Nacional             | 3:2        | Peñarol     | Desempate en el Estadio Centenario.                    |
| 1944 | Peñarol              | Liga       |             |                                                        |
| 1945 | Peñarol              | Liga       |             |                                                        |
| 1946 | Nacional             | Liga       | Peñarol     |                                                        |
| 1947 | Peñarol              | Liga       |             |                                                        |
| 1948 | Nacional             | Liga       | Peñarol     | Campeón invicto.                                       |
| 1949 | Peñarol              | Liga       |             |                                                        |
| 1950 | Peñarol              | Liga       |             |                                                        |
| 1951 | Peñarol              | Liga       |             |                                                        |
| 1952 | Peñarol              | Liga       |             |                                                        |
| 1953 | Peñarol              | Liga       |             |                                                        |
| 1955 | Nacional             | Liga       | Peñarol     |                                                        |
| 1956 | Peñarol              | Liga       |             |                                                        |
| 1957 | Nacional             | Liga       | Peñarol     |                                                        |
| 1958 | Nacional             | Liga       | Peñarol     | Campeón invicto.                                       |
| 1959 | Indefinido           | Indefinido | Indefinido  | Indefinido                                             |
| 1960 | Indefinido           | Indefinido | Indefinido  | Indefinido                                             |
| 1961 | Nacional             | Liga       | Peñarol     |                                                        |
| 1962 | Nacional             | Liga       | Peñarol     |                                                        |
| 1963 | Nacional             | Liga       | Peñarol     |                                                        |
| 1964 | Peñarol              | Liga       |             |                                                        |
| 1967 | Peñarol              | Liga       |             |                                                        |

### Títulos por equipo
| Equipo               | Departamento | Campeón | Años de los campeonatos                                                                  |
| -------------------- | ------------ | ------- | ---------------------------------------------------------------------------------------- |
| Nacional             | Montevideo   | 15      | 1935, 1938, 1939, 1940, 1941, 1942, 1943, 1946, 1948, 1955, 1957, 1958, 1961, 1962, 1963 |
| Peñarol              | Montevideo   | 11      | 1944, 1945, 1947, 1949, 1950, 1951, 1952, 1953, 1956, 1964, 1967                         |
| Montevideo Wanderers | Montevideo   | 1       | 1937                                                                                     |